# Општина Корну Лунчи (Сучава)
Корну Лунчи (рум. Cornu Luncii) општина је у Румунији у округу Сучава.
Oпштина се налази на надморској висини од 385 m.